# 선미선충아강
선미선충아강(旋尾線蟲亞綱, Spiruria)은 선형동물문 쌍선충강에 속하는 아강 분류군이다.

## 하위 분류
- 회충목 (Ascaridida) - 회충
- 카말라누스목 (Camallanida) (논란)
- Drilonematida (논란)
- 요충목 (Oxyurida) - 요충
- Rhigonematida
- 선미선충목 (Spirurida)